# أنتوني أغوغو
أنتوني أغوغو (بالإنجليزية: Anthony Ogogo) مواليد 24 نوفمبر 1988 في سوفولك، إنجلترا، هو ملاكم محترف إنجليزي يصنف ضمن فئة الوزن المتوسط. شارك في دورة الألعاب الأولمبية الصيفية سنة 2012. حقق الميدالية الفضية في دورة ألعاب الكومنولث 2010.

## إحصائيات
خاض خلال مسيرته 12 نزالا، فاز في 11 ولم يتعادل وخسر في 1. فاز بالضربة القاضية في 7 نزالا.

## الميداليات
| الميدالية | المسابقة                       |
| --------- | ------------------------------ |
| برونزية   | الألعاب الأولمبية الصيفية 2012 |
| فضية      | دورة ألعاب الكومنولث 2010      |

## روابط خارجية
- أنتوني أغوغو على موقع بوكس ريك (الإنجليزية) (registration required)
- أنتوني أغوغو على موقع CageMatch worker (الإنجليزية)
- أنتوني أغوغو على موقع قاعدة بيانات المصارعة على الإنترنت (الإنجليزية)
- أنتوني أغوغو على موقع عالم المصارعة على الإنترنت (الإنجليزية)
- أنتوني أغوغو على موقع اللجنة الأولمبية الدولية (الإنجليزية)
- أنتوني أغوغو على موقع أوليمبيديا (الإنجليزية)
- أنتوني أغوغو على موقع اللجنة الأولمبية البريطانية (الإنجليزية)
- أنتوني أغوغو على موقع اتحاد ألعاب الكومنولث (مؤرشف) (الإنجليزية)